# Maksymilian Metzendorf

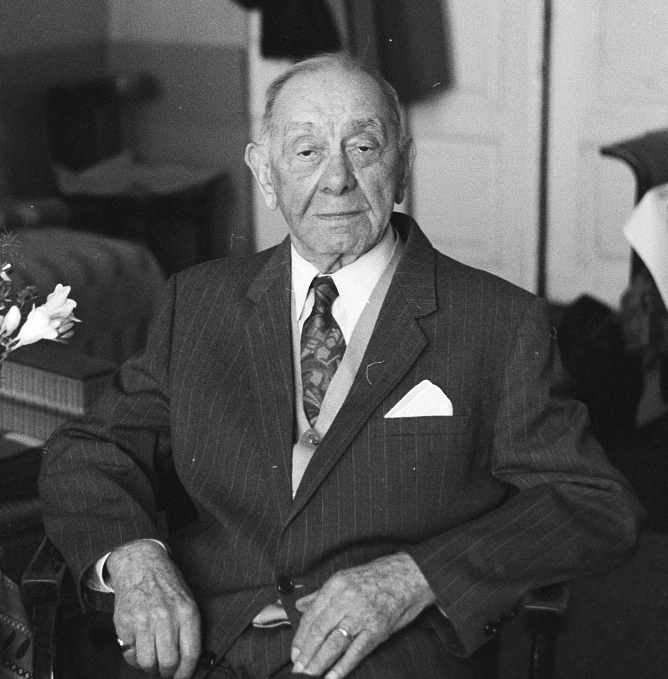
Maksymilian Metzendorf (1898–1997)

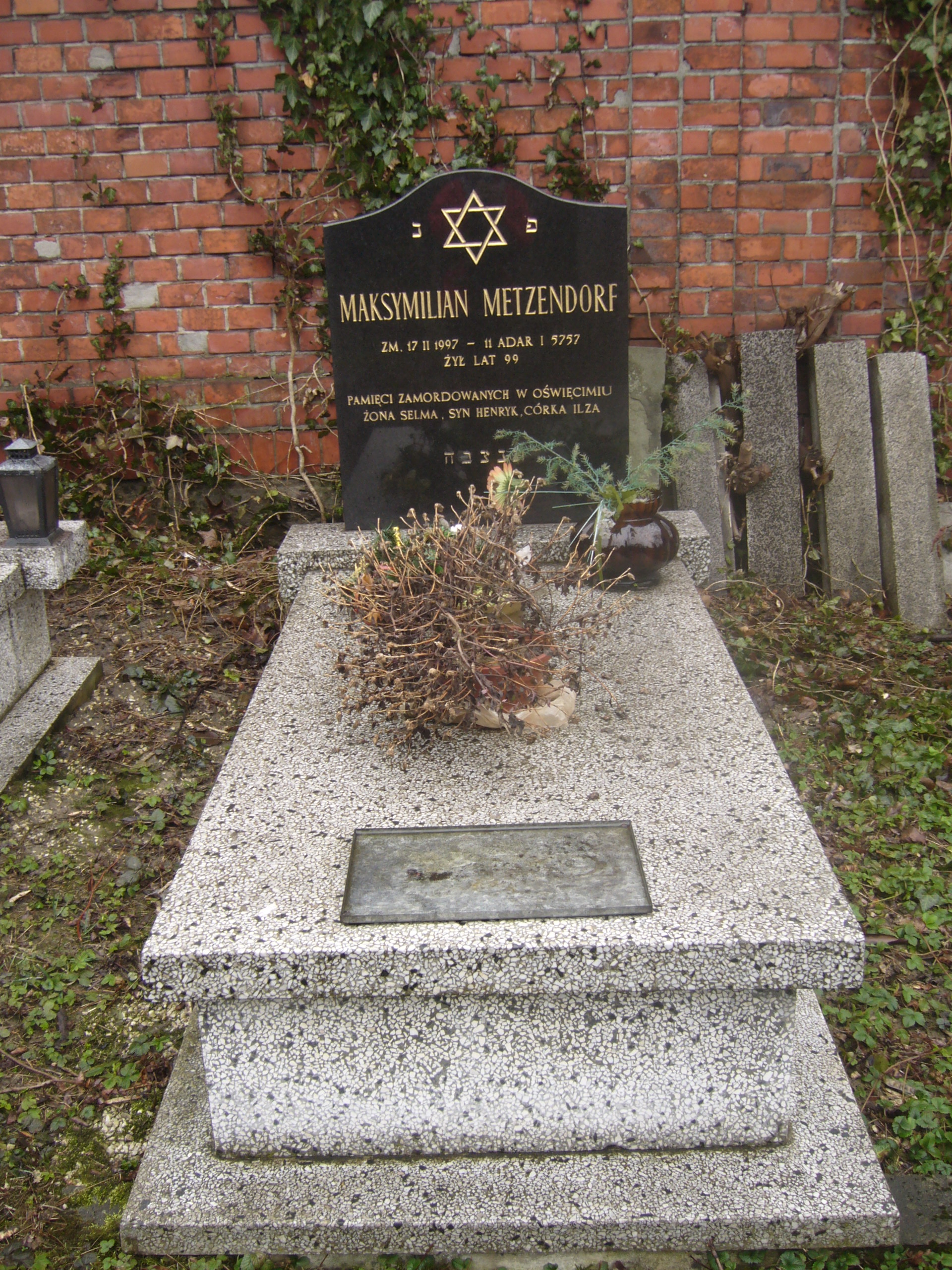
Grób Maksymiliana Metzendorfa na cmentarzu żydowskim w Bielsku-Białej

Maksymilian Metzendorf (ur. 1898, zm. 17 lutego 1997 w Bielsku-Białej) – polski działacz społeczności żydowskiej, w latach 90. przewodniczący Kongregacji Wyznania Mojżeszowego i następnie Gminy Wyznaniowej Żydowskiej w Bielsku-Białej.
W okresie międzywojennym mieszkał w Skoczowie, gdzie w latach 30. zasiadał w zarządzie miejscowej gminy żydowskiej. Podczas II wojny światowej został wywieziony do Fergany w Uzbekistanie, gdzie przetrwał okres wojny. Jego żona Selma, syn Henryk i córka Ilza zostali zgładzeni w Auschwitz-Birkenau. W 1946 jako repatriant wrócił do Polski i osiadł w Bielsku. Wówczas podjął pracę w Żydowskim Domu Dziecka; był także ostatnim przewodniczącym bielskiej Organizacji Rozwoju Twórczości, później pracował jako ekonomista. Był aktywnym działaczem Kongregacji Wyznania Mojżeszowego w Bielsku-Białej, której był ostatnim przewodniczącym. Po jej rozwiązaniu w 1993, był najpierw przewodniczącym oddziału bielskiego Gminy Wyznaniowej Żydowskiej w Katowicach, a od 1995 już samodzielnej Gminy Wyznaniowej Żydowskiej w Bielsku-Białej. Swój urząd sprawował do śmierci.
Maksymilian Metzendorf jest pochowany na cmentarzu żydowskim przy ulicy Cieszyńskiej w Bielsku-Białej.